# 日本製パン製菓機械工業会
協同組合日本製パン製菓機械工業会（にほんせいぱんせいかきかいこうぎょうかい、英: Japan Bakery and Confectionery Machinery Manufacturers Assosiation, JBCM）は、日本の製パン機械、製菓機械の製造事業者により構成される事業協同組合。モバックショウ(MOBAC SHOW、Machinery Of Bakery And Confectionery　SHOWの略称)、国際製パン製菓関連産業展を主催している。モバックショウは、2年毎の開催で、大阪(インテックス大阪)と東京(幕張メッセ)で交互に開催している。

## 沿革
- 1950年：東京製パン機器研究会結成
- 1962年：日本製パン製菓機械工業協同組合設立
- 1971年：第1回モバックショウ（大阪）開催
- 1995年：協同組合日本製パン製菓機械工業会に改称

## 事業内容
- 情報提供事業(各種情報の収集及び発信)
- 教育研修事業(セミナー等の開催)
- 出版広報事業(会報誌の出版や広報活動等)
- 生産技術事業(規格・制度、技術的課題等への取組)
- 展示会事業(モバックショウの開催等)
- 国際事業(海外団体との交流)
- 海外展示会事業(共同出展事業等)